# 창녕 관룡사 명부전 목조지장보살삼존상 및 시왕상 일괄
창녕 관룡사 명부전 목조지장보살삼존상 및 시왕상 일괄(昌寧 觀龍寺 冥府殿 木造地藏菩薩三尊像 및 十王像 一括)은 대한민국 경상남도 창녕군 창녕읍 옥천리, 관룡사에 있는 불상이다. 2015년 1월 15일 경상남도의 유형문화재 제576호로 지정되었다.

## 지정 사유
창녕 관룡사 명부전에는 주존불인 목조지장보살좌상을 중심으로 좌우에 도명존자상과 무독귀왕상이 서 있으며 시왕상, 판관상, 귀왕상, 인왕상 2구 등 모두 17구가 서로 대칭을 이루며 봉안되어 있다.
이 가운데 무독귀왕입상과 제8평등대왕상에서 나온 원문에 의하면 명부전 존상은 모두 효종3년(1652)에 應惠, 戒贊, 密云, 印戒, 笁閑, 海機, 思敏 등 9명의 조각승에 의해 조성되어 관룡사에 봉안되었음을 알 수 있다. 특히 함께 수습된 후령통과 1638년 밀양 영정사에서 간행된 『묘법연화경 권1』등은 17세기 중반 불상에 납입된 복장유물로서 제작시기를 파악하는데 중요한 의미를 지닌다.
관룡사 명부전 지장시왕상과 권속은 긴 신체비례에 방형의 얼굴 그리고 간결한 옷주름 등이 특징이다. 이 지장시왕상과 권속일괄은 봉안처와 조성시기, 조각승이 명확하여 17세기 명부전 존상 연구에 좋은 자료이므로 복장유물과 함께 “경상남도 유형문화재”로 지정한다.

## 참고 자료
- 창녕 관룡사 명부전 목조지장보살삼존상 및 시왕상 일괄 - 국가유산청 국가유산포털